# Александро-Мариинское училище слепых
Александро-Мариинское училище слепых — учебное заведение для детей-инвалидов по зрению в Российской империи.
Было открыто в 1880 году как частное заведение. Первоначально находилось в квартире на Таврической улице, снятой на средства К. К. Грота, где началось обучение сначала только двоих 2 слепых мальчиков. В 1881 году оно вошло в состав Попечительства императрицы Марии Александровны о слепых, которое также было организовано по инициативе К. К. Грота.
Попечительство в 1883 году приступило к разработке вопроса об отдельном здании училища. С этой целью в Россию был приглашён директор Дрезденского института слепых Ф. Бютнер; общее собрание попечительства ассигновало из запасного капитала 250 тыс. руб.; городское общественное управление отвело за небольшую плату участок бывшего Карповского кладбища размером в 6 450 кв. десятин на Аптекарском острове — на Песочной улице (ныне улица Профессора Попова, 37). Архитектором был выбран А. О. Томишко. Здание было заложено 2 июня 1888 года и к осени 1889 года было практически закончено; 29 мая 1890 года здание вместе с церковью равноапостольной Марии Магдалины, размещённой на 3-м этаже, было освящено епископом Выборгским Антонием. Здание училище представляло собой трёхэтажный корпус с двумя надворными строениями. Кроме помещений для жилья и учебных классов здесь были квартиры для служащих, баня, прачечная, гладильня, бельевая, имелась паровая машина для водопровода. Стараниями члена Совета попечительства Н. Н. Гартмана при училище был разбит сад, средства на устройство которого (1000 руб.) пожертвовал В. А. Ратьков-Рожнов.
В 1888 году Александр III пожаловал училищу благотворительный капитал в 1 050 000 руб., завещанный ещё Александром II после смерти его супруги императрицы Марии Александровны. С этого времени училище существовало, в основном, на проценты с этого капитала (они составляли около 50 тыс. руб. в год) и получило наименование Александро-Мариинского. Также принимались частные пожертвования для учреждения именных стипендий учащимся — для этого необходим было внести единовременный взнос в 4 тыс. руб.
В 1885 году должность директора училища занял Г. П. Недлер, прошедший перед этим стажировку в Дрезденском королевском институте слепых.
В училище принимались слепые дети всех сословий от 7 до 11 лет — бесплатно и за плату. Платный пансион составлял 300 руб. в год, приходящие платили 60 руб. в год. Училище состояло из приготовительного отделения, разделённого на 2 класса, и школьного — из трёх классов. По окончании школьных классов учащиеся в возрасте 14-15 лет поступали в ремесленное отделение, разделённое на 2 «мастерства» — корзинное и щёточное. В корзинном отделении плели корзины, маты и мебель. Девочки обучались различным рукоделиям. Детей также обучали пению, особенно духовному, наиболее способных — музыке и даже настройке роялей. Имелись регентские классы. Общее образование давали по типу городских двуклассных училищ. В 1900-е годы при училище имелись педагогические курсы, готовившие учителей для региональных училищ для слепых. Ремесленное отделение заканчивали в 19-20 лет. В случае необходимости дальнейшая поддержка выпускников осуществлялась из специального вспомогательного фонда.
К 1885 году в училище находилось 55 детей (мальчиков и девочек). В 1890 году состоялся первый выпуск. К 1892 году в училище было 100 детей (58 мальчиков и 42 девочки), по состоянию на 1 января 1911 года — 120 детей.
В 1889 году по инициативе Попечительства о слепых перед зданием училища был установлен памятник К. К. Гроту, выполненный М. М. Антокольским, его учениками и архитектором В. П. Цейдлером. В 1904 году на территории училища был открыт приют для слепых женщин на 120 человек в память Елизаветы Кудюра.
Училище продолжало работу и после революции. В 1963 году было переведено в новое здание по адресу проспект Шаумяна, 44. Памятник К. К. Гроту также был перенесён в сквер перед новым зданием училища. Старое здание училища было отдано Ленинградскому электротехническому институту им. В. И. Ульянова (Ленина).